# Sigmatomera spectabilis
Sigmatomera spectabilis là một loài ruồi trong họ Limoniidae. Chúng phân bố ở miền Australasia.